# Einsiedl (Kochel am See)

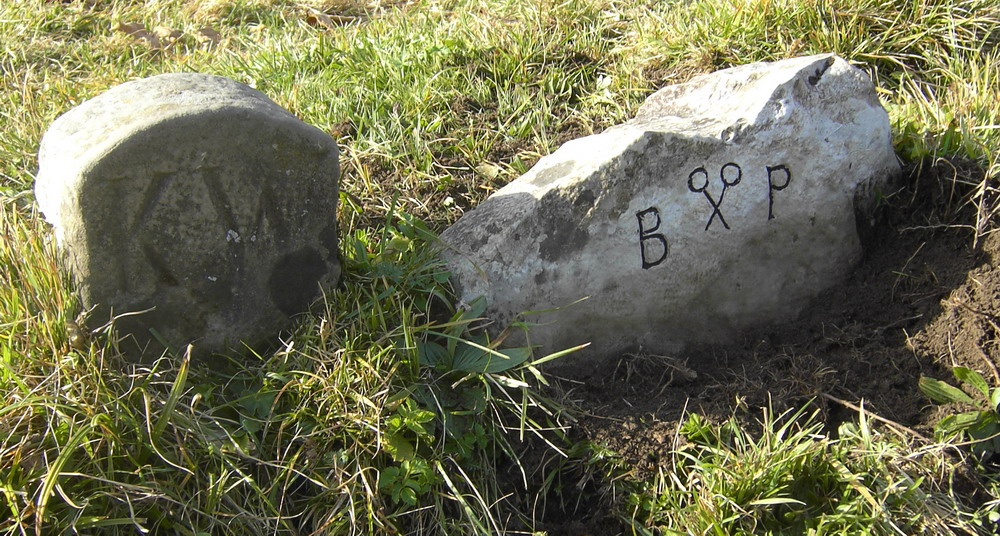
Historischer Grenzstein von 1765 zwischen den Klöstern Ettal und Benediktbeuern in Obernach; hier die Benediktbeurer Seite; daneben ein "KW"-Stein (Königlicher Wald) aus der Zeit um 1839

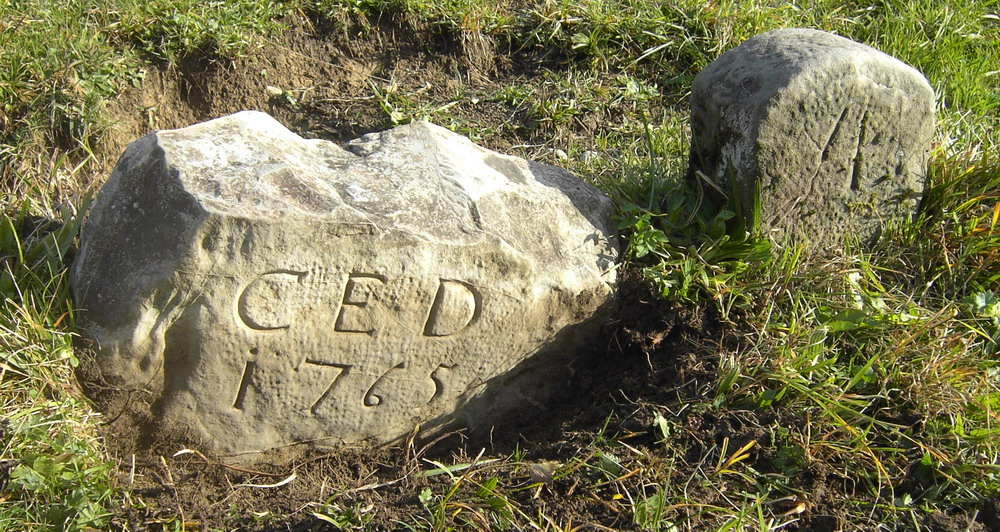
Historischer Grenzstein von 1765 zwischen den Klöstern Ettal und Benediktbeuern in Obernach; hier die Ettaler Seite

Einsiedl ist ein Gemeindeteil der Gemeinde Kochel am See im oberbayerischen Landkreis Bad Tölz-Wolfratshausen.

## Lage
Der Weiler liegt am Südwestende des Walchensees an der Einmündung des Obernachkanals. Er gehört zur katholischen Pfarrei Walchensee.
Die Ansiedlung an der B 11 – von München nach Mittenwald – wird durch den Kanal geteilt: Die Anwesen nördlich des Obernachkanals bilden einen Weiler der Gemeinde Kochel am See. Die Gebäude südlich des Obernachkanals, u. a. Kraftwerk Obernach und Jugendhaus Walchensee, ehemals Forsthaus Einsiedl, gehören zur Gemeinde Jachenau und werden dort zu Altlach gerechnet, dessen übrige Anwesen drei Kilometer weiter östlich am Südufer des Walchensees liegen.
An der Mautstraße, welche am Südufer des Walchensees entlang und dann über Niedernach nach Jachenau führt, liegt das Laufwasserkraftwerk Obernach.
Einen Kilometer südwestlich von Einsiedl liegt der zwischen den Gemeinden Wallgau und Jachenau geteilte Weiler Obernach. Durch den Weiler verläuft die Grenze zwischen den Landkreisen Garmisch-Partenkirchen und Bad Tölz-Wolfratshausen. Ebenso verläuft mitten durch Obernach in Nord-Süd-Richtung die ehemalige Grenze zwischen den Klöstern Ettal und Benediktbeuern. Mehrere historische Grenzsteine aus dem Jahre 1765 markieren noch heute diese Linie. Die zwei Gehöfte Wolf und Öttl (ehemals zum Kloster Ettal) gehören zur Gemeinde Wallgau im Isartal, die übrigen (u. a. Schilcher) werden zum vier Kilometer entfernten Ortsteil Altlach der Gemeinde Jachenau gerechnet.
Zwei Kilometer südlich am Obernachkanal betreibt die Technische Universität München die Versuchsanstalt für Wasserbau und Wasserwirtschaft, die ebenfalls zu Altlach (Jachenau) gerechnet wird.